# 라세 안데르손
라세 브레데키에르 안데르손(덴마크어: Lasse Bredekjær Andersson, 1994년 3월 11일~)은 덴마크의 핸드볼 선수로 포지션은 레프트백이다. 현재 핸드볼 분데스리가의 퓌흐제 베를린과 덴마크 국가대표팀 소속으로 활동하고 있다. 2016년부터 2020년까지 스페인 리가 아소발의 FC 바르셀로나 소속으로 활동했으며 리그 우승 4회, 코파 델 레이 우승 4회를 달성했다. 또한 퓌흐제 베를린 소속으로 2023년 EHF 챔피언스리그에서 우승했다.
국제 대회에서는 덴마크 대표팀 소속으로 출전하고 있으며 2024년 하계 올림픽 금메달, 2016년 하계 올림픽 은메달, 2021년 세계 선수권 대회에서 우승을 차지했다.